# Paul Oppenheim
Paul Oppenheim (Frankfurt am Main, 17 juni 1885 - 22 juni 1977) was een Joods-Duits chemicus en filosoof.
Na zijn studie in de natuurwetenschappen en de scheikunde in Freiburg im Breisgau en Gießen promoveerde hij in de vakken chemie en filosofie. Tot 1933 werkte hij in de chemische industrie. Hij emigreerde eerst naar Brussel en in 1939 naar de Verenigde Staten waar hij als privégeleerde leefde.
Na de machtsovername van de nazi's in Duitsland verschafte hij verscheidene vervolgde wetenschappers, zoals Carl Gustav Hempel en Kurt Grelling, financiële middelen en de hulp om uit Duitsland te vluchten.
Hij publiceerde samen met Hempel en Grelling diverse werken over filosofie en wetenschapstheorieën, onder andere over de gestaltpsychologie. Paul Oppenheim was medebedenker van het mede naar hem genoemde Hempel-Oppenheim-Schema.

## Publicaties
- Paul Oppenheim, Die natürliche Ordnung der Wissenschaften. Grundgesetze der vergleichenden Wissenschaftslehre, Jena: Verlag von Gustav Fischer, 1926
- Paul Oppenheim, Die Denkfläche. Statische und dynamische Grundgesetze der wissenschaftlichen Begriffsbildung, Berlin: Pan-Verlag Kurt Metzner (Kant-Studiën 62)
- Carl G. Hempel en Paul Oppenheim, Der Typusbegriff im Lichte der neuen Logik. Wissenschaftstheoretische Untersuchungen zur Konstitutionsforschung und Psychologie, Leiden: Sijthoff, 1936
- Kurt Grelling en Paul Oppenheim, 'Der Gestaltbegriff im Lichte der neuen Logik”, Erkenntnis 7 (1937/38), 211–225
- Kurt Grelling en Paul Oppenheim, 'Supplementary Remarks on the Concept of Gestalt”, Erkenntnis 7 (1937/38) (herdruk 1988), 357–359
- Kurt Grelling en Paul Oppenheim, 'Concerning the Structure of Wholes”, Philosophy of Science 6 (1939), 487–488.
- Kurt Grelling en Paul Oppenheim, 'Logical Analysis of "Gestalt" as "Functional Whole"' [ingestuurd voor de Fifth International Congress for the Unity of Science (Cambridge, Mass., 1939)], TS, 8 S. [van C.G. Hempel, Princeton, herdruk: 1988.3, 1999.1].
- Paul Oppenheim en Hilary Putnam: 'The Unity of Science as a Working Hypothesis", in: Minnesota Studies in the Philosophy of Science, 1958

- Gemeinsame Normdatei: 1013629523
- International Standard Name Identifier: 0000 0001 0773 4910
- Library of Congress Control Number: no2008076693
- Nationale Bibliotheek van Polen: a0000003656076
- Système universitaire de documentation: 115082980
- Virtual International Authority File: 32360619
- WorldCat: E39PBJv4mytByy4tFBVWQyrg8C